# Orfelia limbata
Orfelia limbata är en tvåvingeart som först beskrevs av Enrico Adelelmo Brunetti 1917.  Orfelia limbata ingår i släktet Orfelia och familjen platthornsmyggor. Inga underarter finns listade i Catalogue of Life.